# Fidel Castro
Fidel Alejandro Castro Ruz ( audio), kubanski revolucionar in politik, * 13. avgust 1926, Birán, Kuba, † 25. november 2016, Havana.
Fidel Castro je bil predsednik vlade Kube od 1959 do 1976 in predsednik države od 1976 do 2008. Kot ideološki marksistično-leninistični in kubanski nacionalist je bil tudi prvi sekretar Komunistične partije Kube od leta 1961 do 2011. Pod njegovim vodstvom je Kuba postala enopartijska komunistična država;  industrija in gospodarstvo sta bila nacionalizirana, v družbi pa so se izvajale državne socialistične reforme.
Castro, rojen v Biránu v Orienteju, sin bogatega španskega kmeta, je med študijem prava na univerzi v Havani sprejel levičarske in protiimperialistične ideje. Potem, ko je sodeloval v uporih proti desničarskim vladam v Dominikanski republiki in Kolumbiji, je načrtoval odstranitev kubanskega predsednika Fulgencia Batiste in leta 1953 sprožil neuspeli napad na vojašnico Moncada. Po odsluženi enoletni zaporni kazni je Castro odpotoval v Mehiko, kjer je ustanovil  revolucionarno skupino Gibanje 26. julija, z bratom Raúlom Castrom in Ernestom "Che" Guevaro. Ko se je vrnil na Kubo, je Castro prevzel ključno vlogo v kubanski revoluciji tako, da je vodil gibanje v gverilski vojni proti Batistinim silam iz Sierra Maestre. Po Batistini odstranitvi s položaja vodje leta 1959 je Castro prevzel vojaško in politično oblast kot kubanski premier. Združene države Amerike so začele nasprotovati Castrovi vladi in ga neuspešno poskušale odstraniti z atentatom, ekonomsko blokado in protirevolucijo, vključno z invazijo na zaliv prašičev leta 1961. V nasprotju s temi grožnjami se je Castro uskladil odnose Sovjetsko zvezo in dovolil Sovjetom uporabo jedrskega orožja na Kubi, kar je povzročilo kubansko raketno krizo – odločilni incident hladne vojne – leta 1962.
Castro je s sprejetjem marksistično-leninistične ideologije Kubo spremenil v enopartijsko socialistično državo pod vladavino komunistične stranke, prvo na zahodni polobli. Politike, ki so uvajale centralno gospodarsko načrtovanje ter širile zdravstvo in izobraževanje, sta spremljala državni nadzor nad tiskom in veliko zatiranje notranjega nesoglasja. V tujini je Castro podpiral protiimperialistične revolucionarne skupine, podpiral je ustanovitev marksističnih vlad v Čilu, Nikaragvi in Grenadi ter pošiljal vojake na pomoč zaveznikom v državljanskih vojnah Jom Kipur, Ogaden in Angolo. Ta dejanja so skupaj s Castrovim vodstvom Gibanja neuvrščenih od leta 1979 do 1983 in kubanskim medicinskim internacionalizmom povečala prepoznavnost Kube v zunanjem svetu. Po razpadu Sovjetske zveze leta 1991 je Castro vodil Kubo skozi gospodarski upad "posebnega obdobja", pri čemer je sprejel okoljske in antiglobalistične ideje. Leta 2001 je Castro sklenil zavezništva v latinskoameriški republikami – in sicer z Venezuelo – in ustanovil Bolivarsko zavezništvo za Ameriko. Leta 2006 je Castro svoje odgovornosti zaradi poslabšanja svojega zdravja prenesel na podpredsednika Raúla Castra, ki ga je državni zbor leta 2008 izvolil za predsednika.
Castro, nekraljevski vodja države z najdaljšo dobo v 20. in 21. stoletju, je polariziral mnenje po vsem svetu. Njegovi podporniki ga vidijo kot zagovornika socializma in antiimperializma, katerega revolucionarna vlada je pospeševala gospodarsko in socialno pravičnost, hkrati pa je zagotovila neodvisnost Kube od ameriške hegemonije. Castro je bil odlikovan z različnimi mednarodnimi nagradami in je pomembno vplival na različne posameznike in skupine po vsem svetu. Kritiki Castra imenujejo za diktatorja, katerega administracija je nadzorovala velike kršitve človekovih pravic, preganjanje številnih Kubancev in osiromašenje kubanskega gospodarstva.

## Zgodnje življenje
Fidel Castro se je rodil 13. avgusta 1926 v Brianu na Kubi. Bil je nezakonski otrok lastnika sladkornega trsa Ángel Castro Argiz in njegove hišne kuharice Line Ruz González. Njegov oče je bil španski priseljenec iz galicijske vasi San Pedro de Láncara, ki se je preselil na Kubo kot vojak iz španske kolonialne vojske. Castrova mati je bila hči kmeta iz kubanske province Pinar del Río, ki je bil zaposlen pri Castrovem očetu. Njegovo ime Fidel izvira od prijatelja Castrovega očeta, Fidela Pina Santosa. Poleg bratov Raúla in Ramóna (1924-2016) je imel Castro še sestre Ángelo María (»Angelita«), Enma, Juana (»Juanita«) in Agustina ter dva polbrata iz očetovega prvega zakona (Pedro Emilio in Lidia Castro Argota) ter vsaj še enega polbrata iz zunajzakonske zveze njegovega očeta.   
Castra je mati vzgajala po katoliških načelih. Kljub bogastvu družine (njegov oče Ángel je zgradil hotel, telegrafsko postajo, mesnico, pekarno, več delavnic in manjšo šolo) je pogosto prihajal v stik z revnim podeželskim prebivalstvom. Najprej je obiskoval majhno vaško šolo v Mayaríju, kasneje pa so ga vpisali v Colegio La Salle v Santiagu de Cuba. Kot nezakonskega in (sprva) nekrščenega otroka so Castra sošolci pogosto zafrkavali. Krstili so ga januarja 1935. Zapustil je šolo Colegio La Salle in se vpisal v Colegio Dolores v Santiagu ter kasneje še v jezuvisko šolo Colegio Belén v Havani. Na katoliških šolah so se izobraževali tudi njegovi bratje in sestre. 
Castro se je že v šoli zanimal za šport, predvsem košarko. V nasprotju z dolgo uveljavljeno legendo pa nikoli ni prejel ponudbe za ameriško profesionalno pogodbo. Vendar pa je igral košarko na svoji univerzi in se je vseživljenjsko zanimal za šport. 

## Politična kariera
Castro se je prvič začel zanimati za politiko leta 1945 in kmalu postal član skupine tamkajšnjih študentov, znanih kot los muchachos de gatillo alegre (približno: fantje, ki so zadovoljni s sprožilcem). V tem času se je tudi začel zelo zanimati za komunizem. S tem se je tudi začel oddaljevati od cerkve. Bil je tudi delegat Združenja študentov prava, ustanovil je študentski odbor proti rasni diskriminaciji in se leta 1947 pridružil Ortodoksni stranki pod vodstvom Eduarda Chibása, ki je nasprotovala vladi Carlosa Pría in zagovarjala ekonomsko politiko, usmerjeno v nacionalne interese.  
V svoji prvi vojaški aktivnosti je sodeloval pri poskusu Karibskega napada s 3000 možmi leta 1947, da bi strmoglavi diktatorja Dominikanske republike Rafaela Trujilla. Načrt ni uspel, saj so odpravne ladje prestregle kubanske vojne ladje. Leta 1948 se je Castro poročil z Mirto Díaz-Balart, sestro njegovega takratnega prijatelja Rafaela Díaz-Balarta, študenta filozofije iz prav tako premožne kubanske družine;  celo kasnejši diktator Batista je poslal poročno darilo. Leta 1949 se mu je rodil prvi sin Fidelito. Poroka se je končala z ločitvijo leta 1955 na Castrovo zahtevo.
Leta 1950 je Castro doktoriral iz civilnega prava in diplomiral iz diplomatskega prava. V Havani je odprl odvetniško pisarno, ki jo je vodil do leta 1953. Vendar v svojem poklicu ni bil ne srečen in ne uspešen. Njegovo glavno zanimanje je bila politika: junija 1952 je želel kandidirati s pravoslavno stranko na parlamentarnih volitvah. Državni udar 10. marca, ki ga je vodil general Fulgencio Batista, je pripeljal do odstavitve vlade Carlosa Pría, vendar je preprečil Castrove načrte, saj so bile volitve odpovedane. Batista ga je tožil zaradi kršenja ustave, a je sodišče njegovo pritožbo zavrnilo. Castro je kasneje objavil članek v Son Los Mismos (majhen podtalni študentski časopis, kasneje znan kot El Acusador), v katerem je obsodil Batistinov vojaški udar. 

### Napad na vojašnico Moncada
Po Batistini neuspešni obtožnici na vrhovnem sodišču je Castro izjavil, da je po uporabi vseh pravnih sredstev začela veljati pravica do odpora, ki jo je vsebovala ustava iz leta 1940. Tako je začel pripravljati napad na vojašnico Moncada v Santiagu de Cuba in vojašnico Carlos Manuel de Cespedes v Bayamu. To je bilo namenjeno sprožitvi ljudske vstaje na vzhodni Kubi, da bi strmoglavili Batistov režim. 
26. julija 1953 je Fidel Castro zbral okoli 160 soborcev, da bi vdrli v vojašnico. V vojašnico v Bayamu je bilo namenjenih 40 moških, preostalih 120, vključno s Fidelom in dvema ženskama, pa naj bi skrbelo za vojašnico Moncada z več kot 1500 moškimi posadko. Malo pred načrtovano akcijo je pet študentov iz strahu zavrnilo svojo nalogo, tako da je Castrova skupina štela le 115 ljudi. Pričakoval je, da bodo čete zaradi pustnega slavja utrujene. Poskus ni uspel, ker je bila ekipa zelo slabo pripravljena. Ubitih je bilo osem napadalcev in 13 vojakov. Vendar so krvave maščevalne akcije vojske in tajne policije, od katerih so bile nekatere izvedene v javnosti, razglasile akcijo po vsej državi. Nadškof Santiaga Enrique Pérez Serantes, prijatelj družine Castro, je pozval k takojšnji prekinitvi množičnih pobojev. Castro je bil aretiran in odpeljan pred sodišče.
16. oktobra 1953 je bila sodna obravnava objavljena v Santiagu de Cuba. Castro je v svojem zagovornem govoru izrekel svoj znameniti stavek: »Zgodovina mi bo oprostila!« (»La historia me absolverá!«). Castro je bil nato obsojen na 15 let zapora. V liberalnih zaporniških razmerah je ohranjal stike s svojimi političnimi prijatelji in družino ter nadaljeval politično izobraževanje skupaj s sojetniki. Borci Moncade, ki so bili privilegirani kot politični zaporniki, so imeli prost dostop do kakršne koli literature.  10. maja 1955 je bil Castro zaradi dobrega vedenja predčasno izpuščen iz zapora.
Castro je marca 1955 zapustil pravoslavno stranko in s spremljevalci na Kubi 12. junija 1955 ustanovil Gibanje 26. julija. Njihova strategija je bil oborožen boj skozi majhne skrivne podzemne celice, raztresene po vsej državi.

## Kubanska revolucija in padec Batistinovega režima
Ker vojaško usposabljanje in priprava na Kubi nista bila mogoča, je skupina 82 borcev pod vodstvom Castra 7. julija 1955 odšla v izgnanstvo v Mehiko. Vojaško usposabljanje gverilcev se je začelo pod vodstvom nekdanjega španskega častnika Alberta Baya, ki se je v španski državljanski vojni boril na strani republike proti Franciscu Francu. Tam je Castro spoznal tudi Argentinca Ernesta Guevaro, kasneje običajno imenovanega Che Guevara, s katerim se je zelo tesno spoprijatelil.
25. novembra 1956 je Castro skupaj s Che Guevaro, Camilom Cienfuegosom, njegovim bratom Raúlom in drugimi 78 revolucionarji zapustil Tuxpan in odšel na Kubo z jahto Granma, kamor je priplul 2. decembra. Kot glavni poveljnik je vodil uporniško vojsko v Sierra Maestri, s čimer se je začela vojna proti Batistu.
Po več kot dveh letih gverilskega vojskovanja proti kubanski vojski je Batista 1. januarja 1959 odstopil in pobegnil s Kube. Sindikati in buržoazni demokrati so nasprotovali diktatorju, ZDA pa so po poboju opozicijskih osebnosti uvedle nadzor nad orožjem in zavrnile vojaško pomoč. Kljub temu je bila CIA aktivna proti podpornikom revolucije in za stari režim, zlasti v Havani, vse do padca Batistovega režima.

## Voditelj Kube
Po zmagi je Castro, ki je pred revolucijo trdil, da ne želi prevzeti vodenje oblasti, ampak, da se bo po strmoglavljenju starega režima umaknil v zasebno življenje, postal de facto novi vodja vlade na Kubi, ki je govoril na množičnih javnih srečanjih in televizijski govori, ki jih je izjavilo vodstvo revolucije. 16. februarja 1959 je tudi uradno prevzel funkcijo predsednika vlade, potem ko je José Miró Cardona, ki je začasno nadomestil predsedniški položaj, v njegovo korist odstopil in vrhovno poveljstvo oboroženih sil predal bratu Raúlu.
Castro je bil nekaj časa še vedno vez med levičarskimi revolucionarji in privrženci buržoazno-liberalnih prepričanj znotraj svojega antibatističnega gibanja, ki pa ga je leta 1959 in v prvi polovici leta 1960 odstranil z vplivnih vladnih položajev (Rufo López Fresquet, Enrique Oltuski, Marcelo Fernández Font in drugi) in jih zamenjali s prokomunističnimi privrženci, medtem ko sta si njegov brat Raúl in Che Guevara prizadevala za vzpostavitev odnosov s komunističnimi državami. Od januarja 1959 sta se Castro in Che Guevara dogovorila o skupnem delovanju v tajnih pogajanjih z vodstvom moskovske komunistične partije (PSP) v Castrovi rezidenci v Cojímarju. Šele po osebnem srečanju z sovjetskim voditeljem Nikito Hruščovom na obrobju Generalne skupščine ZN leta 1960 se je Castro postopoma začel javno pozitivno izražati o Sovjetski zvezi.  V navzočnosti častnih gostov iz komunističnih držav je Castro v svojem govoru 1. maja 1960 prvič izjavil, da v nasprotju z obljubami, ki jih je dal pred revolucijo, ne namerava izvesti svobodnih volitev, temveč uvesti komunistično diktaturo. 
Medtem ko so Castro, Che Guevara in drugi poudarjali posebno vlogo Kube v revolucionarnem in socialističnem gibanju ter med neuvrščenimi državami, so stari komunisti kot npr. Blasa Roca in Aníbala Escalanteja želeli ustanoviti novo stranko in Kubo popeljati na vodilno vlogo Sovjetske zveze. Castro je vzpostavil moč po boju za oblast spomladi 1962. To, pa tudi Castrova in Guevarina jeza nad nedogovorjenim umikom sovjetskih raket s Kube ob koncu kubanske raketne krize oktobra 1962, je povzročilo napetosti v odnosih z Sovjetsko zvezo. Ti so se izboljšali po odstaviti Hruščova leta 1964, ko je vodenje sovjetske oblasti prevzel Leonid Brežnjev. Institucionalizacija revolucionarne države, ki jo je Castro spodbujal v sedemdesetih letih dvajsetega stoletja, je jasno sledila vzorcu držav vzhodnega bloka pod prevlado Sovjetske zveze. 
Pod Castrovim vodstvom je Kuba izvajala politiko internacionalizma. V določeni meri je v zameno za obsežno razvojno pomoč Sovjetske zveze poslala vojake v podporo komunističnemu režimu, v skladu z zunanjo politiko vzhodnega bloka. Vlada je na primer podprla Sandiniste v Nikaragvi, ki so se borili proti desnim skupinam Contra, ki so jih podpirale ZDA.
Poleg tega je Kuba ohranila stalno vojaško in obveščevalno sodelovanje v Srednji Afriki, zlasti v Angoli, in tudi v Etiopiji. Kubanske enote so se tam izkrcale na predvečer neodvisnosti leta 1975, da bi pomagale marksistično-leninističnemu ljudskemu gibanju za osvoboditev Angole (MPLA) pod vodstvom Agostinha Neta, da bi prevzel oblast in izgnal FNLA in UNITA.
Bistveni del kubanskega internacionalizma je bil pošiljanje zdravnikov, učiteljev, tehnikov in oblikovalcev predvsem v afriške države. Do zdaj je bilo več kot 50.000 zdravnikov poslanih v več kot 60 držav, da bi zagotovili humanitarno pomoč in ustvarili devize za Kubo, po ocenah družboslovca Omarja Everleny Pérez Villanueva, za okoli šest milijard ameriških dolarjev na leto. V projektu "Barrio Adentro" (v revnih naseljih) so se zdravniki s Kube preselili v prostore v barriosih, da bi tam nudili osnovno zdravstveno oskrbo in tako podprli bolivarsko revolucijo. V zameno pa je Venezuela na Kubo dostavljala cenejšo nafto, ki je bila precej nižja od cene na svetovnem trgu.
Castro je ostro nasprotoval politiki glasnosti in perestrojke Mihaila Gorbačova. Zelo resno je vzel tveganje, povezano z reformami propada moskovske sfere moči za lastno politično preživetje, in zagovarjal marksistično-leninistično upravo kubanske države, ki jo je vzpostavil pred prevladujočimi pozivi doma in v tujini k gospodarskemu in političnemu odpiranju.
Trgovina z državami Sveta za medsebojno gospodarsko pomoč (COMECON) je bila izjemnega pomena za kubansko gospodarstvo. Ko je CMEA leta 1989 propadla zaradi sistemske spremembe v večini držav članic, je Kuba padla v gospodarsko krizo, ki je Castra prisilila, da je izvedel številne gospodarske reforme. Ti so vključevali legitimacijo lastništva v dolarjih in omogočanje samozaposlovanja ter prostih kmečkih trgov, skupaj z odpiranjem države za turizem in tuje naložbe. To obdobje se imenuje Periodo Especial en Tiempo de Paz (Posebno obdobje v mirnem času) ali na kratko Periodo Especial.
Castro je hkrati opravljal funkcije predsednika, predsednika državnega sveta in predsednika sveta ministrov, saj je po revoluciji prevzel popoln nadzor nad oblastjo in s tem onemogočil delovanje drugih strank v parlamentu. Politično nasprotovanje ni bilo dovoljeno. Cenzura informacij je bila zelo obsežna, neodvisne medije pa so zatirali. Njegova tajna policija je aretirala in zapirala politične nasprotnike v razne zapore in taborišča za prisilno delo. Kot predsednik je imel Castro tudi čin Comandante en Jefe (glavni poveljnik) kubanske vojske. Do leta 2011 je bil tudi prvi sekretar Komunistične partije Kube.

## Bolezen, predaja oblasti in upokojitev
31. julija 2006 je Fidel Castro zaradi hude bolezni začasno predal vse svoje funkcije svojemu mlajšemu bratu Raúlu. Prejšnji večer je Castrov zasebni sekretar Carlos Valenciaga na televiziji prebral osebno pismo predsednika: "Neprestalno delo tako podnevi kot tudi ponoči brez dovolj spanca je povzročilo izjemen stres in posledično črevesno krvavitev. Zato je moral na zapleten kirurški poseg."
17. decembra 2007, približno mesec dni pred parlamentarnimi volitvami, je Castro v pismu navedel, da se želi popolnoma umakniti s svojih vodstvenih položajev. V izjavi, ki jo je 19. februarja 2008 objavil partijski časopis Granma, je napovedal dokončno odpoved vnovični kandidaturi za predsednika in vrhovnega poveljnika. 24. februarja je parlament za svojega naslednika izvolil njegovega brata Raúla.
Septembra 2010 je Castro opravil svoje zadnje javne govore pred več tisoč poslušalci, najprej pred kubanskimi študenti, ki so poslušali njegov govor na stopnišču havanske univerze, nekaj tednov pozneje pa ob 50. obletnici Odbora za obrambo revolucije, pred Revolucionarnim muzejem.
Na državnozborskih volitvah februarja 2013 je prvič po bolezni oddal svoj glas na javnem volišču in odgovarjal na vprašanja prisotnih novinarjev. Aprila 2016 je Castro na sestanku komunistične partije dejal: "Kmalu bom star 90 let. Kmalu bom kot vsi ostali. Prišel bo čas za vse nas, toda ideje kubanskih komunistov bodo ostale kot dokaz na tem svetu, da lahko, če se z njimi delamo goreče in dostojanstveno, proizvedejo materialne in kulturne dobrine, ki jih potrebujemo mi ljudje, ki jih dobimo tako, da se borimo brez premirja, da bi jih pridobili."

## Smrt
Fidel Castro je umrl 25. novembra 2016 ob 22:29 uri, v Havani, v starosti 90 let. Vzrok smrti kubanske oblasti niso razkrile. Njegov brat, predsednik Raúl Castro, je novico potrdil v kratkem govoru: "Vrhovni poveljnik kubanske revolucije je umrl danes zvečer ob 22:29." Castra so po njegovih željah dan po smrti kremirali. Po petih dneh žalovanja so Castra pokopali na pokopališču Santa Ifigenia v Santiagu de Cuba na Kubi.

## Dela
- Révolution cubaine (Kubanska revolucija) (1968)
- My life (Moje živjenje) (2008)
- Obama and the empire (Obama in imperij) (2011)
- Capitalism in crisis: globalization and world politics today (Kapitalizem in kriza: globalizacija in svet politike danes) (2000)